# 高橋峻希
高橋 峻希（たかはし しゅんき、1990年5月4日 - ）は、埼玉県朝霞市出身のプロサッカー選手。ポジションは右サイドハーフ、右ウイング、右サイドバック。

## 来歴

### プロ入り前
中高生年代では、ジュニアユース、ユースと浦和レッドダイヤモンズの下部組織に所属。ジュニアユース時、キャプテンを務めていた2005年に、高円宮杯U-15で優勝を飾った。
全日制高校に進学したものの、浦和レッドダイヤモンズのトップチームに上がることがきっかけで第一学院高等学校へ転校。転校してからは、サッカーの練習の合間を縫ってキャンパスに週1～2回程度登校。
2006年のAFC U-17選手権にU-17日本代表として参加。続いて2007年8月に行なわれたU-17W杯にも出場。本職の右サイドハーフではなく右サイドバックを務め、3試合に出場した。また、2007年から浦和レッドダイヤモンズのサテライトに山田直輝と共にたびたび出場。2007年のサテライトリーグでは6試合に出場、1得点、翌2008年のサテライトリーグでも5試合に出場した。
2008年、U-23日本代表との練習試合でゴールを決める。4月に、2種登録選手としてトップチーム登録され、5月10日、対川崎フロンターレ戦にて初のベンチ入りを果たした。また、5月25日、ナビスコカップ第4節、対名古屋グランパス戦で公式戦初出場を果たすが、自身のパスミスから失点するなど、苦いデビュー戦となった。その後のナビスコ第5節、対ヴィッセル神戸戦、第6節名古屋グランパス戦にも連続出場。第6節では先発し、フル出場を果たしている。7月31日、さいたまシティカップ、対バイエルン・ミュンヘン戦に後半途中出場、縦への突破から相手ゴールを脅かした。ユースでは10月13日、高円宮杯U-18決勝の名古屋U-18戦では2得点1アシストをあげ、優勝に貢献した。AFC U-19選手権2008に出場するU-19サッカー日本代表に選出されるも、体調不良のため辞退した。

### 浦和レッズ
2009年、山田直輝、濱田水輝、永田拓也とともにトップ昇格。怪我により出遅れていたが、5月10日の川崎フロンターレ戦、後半18分に途中交代で投入され、リーグ初出場を果たした。以後、左右のサイドハーフとして途中出場で投入されるケースが増え、5月30日のナビスコカップ第4節、対アルビレックス新潟戦では、フル出場を果たした。リーグ初先発は、7月4日、対モンテディオ山形戦。累積警告によって出場停止の山田暢久に代わって右サイドバックとして先発、後半は左サイドバックに移り、フル出場した。7月11日の対サンフレッチェ広島戦では、左サイドバックとして先発するなど、多様なポジションで起用されていた。その後は負傷などもありしばらく試合から離れていたが、再び山田暢久が出場停止となった影響で10月3日の対ジェフユナイテッド市原・千葉戦に久々に右サイドバックで先発出場、その試合でプロ初ゴールを記録し、11月8日の対FC東京戦ではプロ初アシストも記録した。12月19日、U-20代表の国際親善試合、対韓国戦に出場。山田直輝へのパスで1アシストをマークした。
2010年、シーズン序盤から度重なる負傷に苛まれ、復帰しては離脱を繰り返す苦しいシーズンを送っていたが、ようやく負傷が癒えたシーズン終盤からは右サイドハーフのスタメンに定着、鋭いドリブル突破とセンタリングから得点に結びつくプレーを披露し、復調をアピールした。
2011年はプレシーズンマッチ、開幕戦とベンチ入りメンバーからも外れていたが、東日本大震災での中断期間中に行われたモンテディオ山形とのトレーニングマッチで右サイドバックのレギュラーだった平川忠亮が故障したため、中断明け以降は右サイドバックのレギュラーとして定着した。しかし、終盤戦は故障の影響もあり殆どの試合を欠場することになった。
2012年はスタメンが控え組で構成される試合が多かったナビスコカップでは5試合に出場したが、リーグ戦では平川忠亮、宇賀神友弥の後れを取り出場が無く、7月15日、J2ジェフユナイテッド市原・千葉へ期限付き移籍をすることが発表された。背番号はプロ1年目と同じ33を背負う事になって、加入後は14試合出場を果たした。
2013年も期限付き移籍期間延長が発表され、ジェフユナイテッド千葉でプレーすることになった。この年は右サイドバックだけでなく、左サイドバックでもプレーした。チームはプレーオフで敗退しJ1昇格はならなかった。

### ヴィッセル神戸
2014年、J1へ復帰したヴィッセル神戸へ完全移籍。背番号は2。開幕戦から右サイドバックのレギュラーポジションを確保し、J1では自己最多となるリーグ戦28試合に出場した。埼玉スタジアムで行われた第18節の古巣浦和戦では、1-1の後半に一時勝ち越しとなる恩返しゴールを決めた。（アディショナルタイムに追いつかれてドロー決着。）
2015年から背番号を6に変更。2ndステージでは開幕戦から3試合連続ゴールを記録するなど、この年はJ1リーグ戦27試合に出場して自己最多となる4ゴールを挙げた。
2016年は右サイドバックのポジションで自身初のJ1リーグ戦全試合フル出場を果たした。

### 柏レイソル
2018年12月、柏レイソルへの完全移籍が発表された。2021年シーズン終了後、契約満了により退団することが発表された。

### V・ファーレン長崎
2021年12月29日、V・ファーレン長崎へ完全移籍することが発表された。
2023年11月17日に契約満了を発表。

### いわてグルージャ盛岡
2024年1月5日、いわてグルージャ盛岡への完全移籍を発表。
2025年1月13日、いわてグルージャ盛岡は契約満了を発表。

### Y.S.C.C.横浜
2025年3月5日、Y.S.C.C.横浜への加入を発表。7月25日に7月31日をもって契約終了を発表した。

## ポジション
サイドアタッカー。ユース時代は3トップの右ウイングとしてプレイしたが、ユース代表で右サイドバックを務めるなど、右サイドのポジションであればどこでもこなすことができる。登録ポジションはミッドフィールダーだが、センターバックとゴールキーパー以外のポジションでプレー経験を持つ。プロ入り後は、主に右サイドバックとして起用されている。

## 人物
山田直輝、原口元気、濱田水輝とともに「浦和ユース黄金世代」と呼ばれた右サイドの選手。
2018年9月24日、前日開催のJ1第23節・浦和レッズ戦にてメンバー発表前にアンドレス・イニエスタの欠場を知人にLINEで伝えた事が発覚。クラブから1ヶ月間の謹慎処分を受けた。翌月23日に練習復帰。

## 所属クラブ
- 朝霞三原FC
- 浦和レッズジュニアユース（朝霞市立朝霞第三中学校）
- 2006年 - 2008年 浦和レッズユース（埼玉県立志木高校→ウィザス高校）
  - 2008年 浦和レッズ（2種登録選手）
- 2009年 - 2013年  浦和レッズ
  - 2012年7月 - 2013年  ジェフユナイテッド市原・千葉（期限付き移籍）
- 2014年 - 2018年  ヴィッセル神戸
- 2019年 - 2021年  柏レイソル
- 2022年 - 2023年  V・ファーレン長崎
- 2024年  いわてグルージャ盛岡
- 2025年 - 同年7月  Y.S.C.C.横浜

## 個人成績
| 国内大会個人成績 | 国内大会個人成績 | 国内大会個人成績 | 国内大会個人成績 | 国内大会個人成績 | 国内大会個人成績 | 国内大会個人成績 | 国内大会個人成績 | 国内大会個人成績 | 国内大会個人成績 | 国内大会個人成績 | 国内大会個人成績 |
| 年度             | クラブ           | 背番号           | リーグ           | リーグ戦         | リーグ戦         | リーグ杯         | リーグ杯         | オープン杯       | オープン杯       | 期間通算         | 期間通算         |
| 年度             | クラブ           | 背番号           | リーグ           | 出場             | 得点             | 出場             | 得点             | 出場             | 得点             | 出場             | 得点             |
| 日本             | 日本             | 日本             | 日本             | リーグ戦         | リーグ戦         | リーグ杯         | リーグ杯         | 天皇杯           | 天皇杯           | 期間通算         | 期間通算         |
| ---------------- | ---------------- | ---------------- | ---------------- | ---------------- | ---------------- | ---------------- | ---------------- | ---------------- | ---------------- | ---------------- | ---------------- |
| 2008             | 浦和             | 33               | J1               | 0                | 0                | 3                | 0                | 0                | 0                | 3                | 0                |
| 2009             | 浦和             | 33               | J1               | 12               | 1                | 5                | 0                | 0                | 0                | 17               | 1                |
| 2010             | 浦和             | 33               | J1               | 14               | 0                | 2                | 0                | 4                | 0                | 20               | 0                |
| 2011             | 浦和             | 5                | J1               | 27               | 0                | 4                | 0                | 1                | 0                | 32               | 0                |
| 2012             | 浦和             | 5                | J1               | 0                | 0                | 5                | 1                | -                | -                | 5                | 1                |
| 2012             | 千葉             | 33               | J2               | 14               | 0                | -                | -                | 2                | 0                | 16               | 0                |
| 2013             | 千葉             | 33               | J2               | 33               | 1                | -                | -                | 2                | 1                | 35               | 2                |
| 2014             | 神戸             | 2                | J1               | 28               | 1                | 5                | 0                | 1                | 0                | 34               | 1                |
| 2015             | 神戸             | 6                | J1               | 27               | 4                | 10               | 0                | 3                | 0                | 40               | 4                |
| 2016             | 神戸             | 6                | J1               | 34               | 1                | 6                | 1                | 3                | 0                | 43               | 2                |
| 2017             | 神戸             | 6                | J1               | 17               | 0                | 2                | 0                | 1                | 0                | 20               | 0                |
| 2018             | 神戸             | 6                | J1               | 10               | 0                | 4                | 0                | 2                | 0                | 16               | 0                |
| 2019             | 柏               | 33               | J2               | 9                | 0                | 2                | 0                | 0                | 0                | 11               | 0                |
| 2020             | 柏               | 33               | J1               | 20               | 0                | 5                | 0                | -                | -                | 25               | 0                |
| 2021             | 柏               | 6                | J1               | 19               | 0                | 3                | 1                | 1                | 0                | 23               | 1                |
| 2022             | 長崎             | 28               | J2               | 15               | 0                | -                | -                | 3                | 0                | 18               | 0                |
| 2023             | 長崎             | 28               | J2               | 23               | 0                | -                | -                | 0                | 0                | 23               | 0                |
| 2024             | 岩手             | 6                | J3               | 19               | 1                | 0                | 0                | 1                | 0                | 20               | 1                |
| 2025             | YS横浜           | 21               | JFL              | 16               | 0                | -                | -                | -                | -                | 16               | 0                |
| 通算             | 日本             | 日本             | J1               | 208              | 7                | 54               | 3                | 16               | 0                | 278              | 10               |
| 通算             | 日本             | 日本             | J2               | 94               | 1                | 2                | 0                | 7                | 1                | 103              | 2                |
| 通算             | 日本             | 日本             | J3               | 19               | 1                | 0                | 0                | 1                | 0                | 20               | 1                |
| 通算             | 日本             | 日本             | JFL              | 16               | 0                | -                | -                | -                | -                | 16               | 0                |
| 総通算           | 総通算           | 総通算           | 総通算           | 337              | 9                | 56               | 3                | 24               | 1                | 417              | 13               |

- 2008年はユース所属

その他の公式戦
- 2012年
  - J1昇格プレーオフ 2試合0得点
- 2013年
  - J1昇格プレーオフ 1試合0得点

- 公式戦初出場：2008年5月25日 ナビスコカップ第4節 vs 名古屋グランパス (豊田)
- 公式戦初得点：2012年4月4日 ナビスコカップ第2節 vs ジュビロ磐田 (ヤマハ)
- Jリーグ初出場：2009年5月10日 J1第11節 vs 川崎フロンターレ (埼玉)
- Jリーグ初得点：2009年10月3日 J1第28節 vs ジェフユナイテッド市原・千葉 (埼玉)

## 代表歴
- 2006年
  - U-16日本代表 AFC U-17選手権2006 : 優勝
- 2007年
  - U-17日本代表 2007 FIFA U-17ワールドカップ